# Trifenilfoszfin
A trifenilfoszfin foszfortartalmú szerves vegyület, széles körben használt reagens a szerves és szervetlen kémiában.

## Fizikai és kémiai tulajdonságai
Színtelen, jellegzetes szagú, tribolumineszkáló kristályokat képez. A levegő oxigénjével lassan reagál és trifelnilfoszfin-oxiddá alakul.
{\displaystyle \mathrm {2\ PPh_{3}\ +\ O_{2}\longrightarrow 2\ Ph_{3}P{=}O} }

## Előállítása
Laboratoriumi mennyiségben foszfor-triklorid és fenilmagnézium-bromid

vagy fenillítium reakciójával állítják elő. Ipari mennyiségben kiindulási anyagnak foszfor-trikloridot, klórbenzolt és nátriumot használnak.

## Szerkezete
Molekulája piramidális szerkezetű, a három fenil-szubsztituens királis propellerszerű elrendezést alkot.

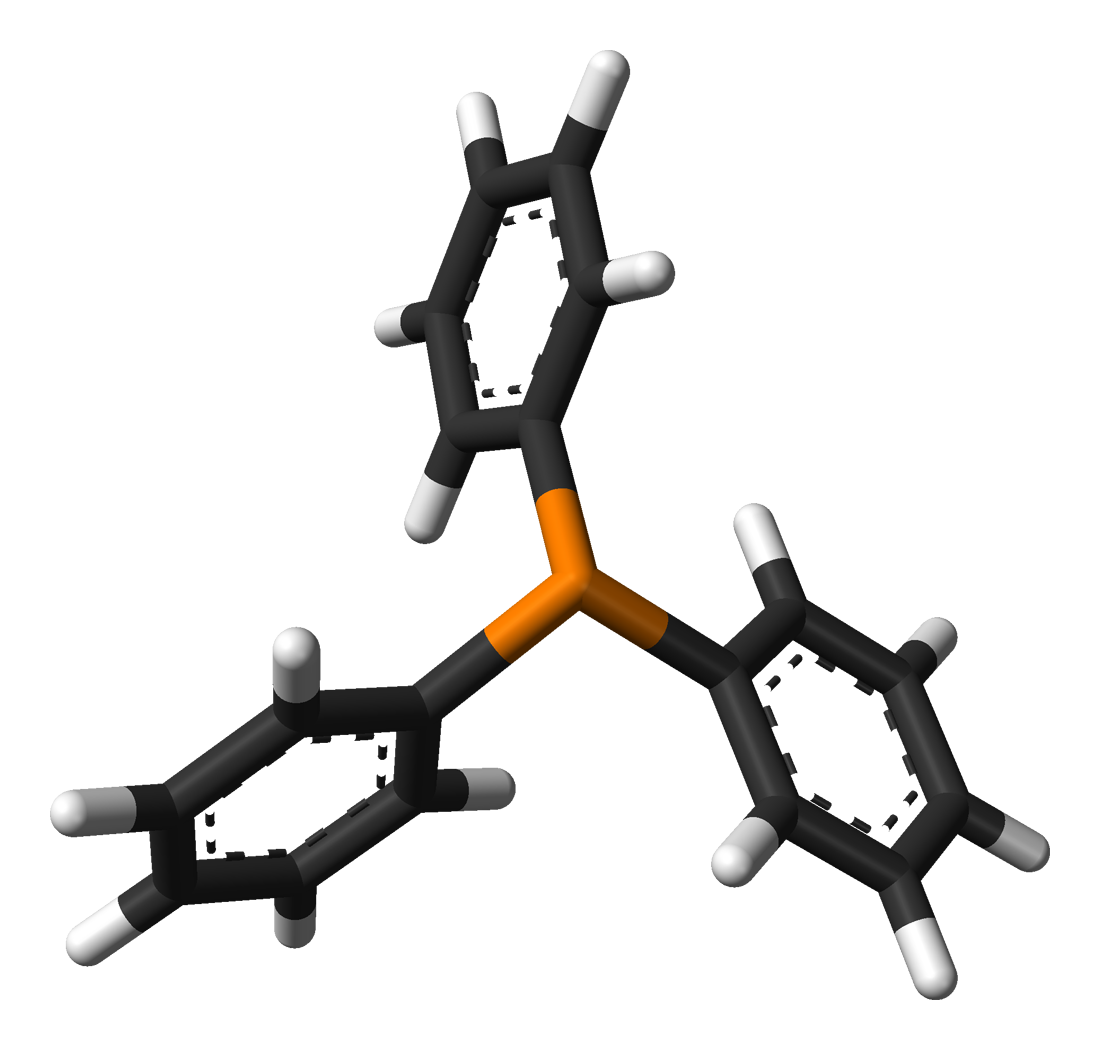
A trifenilfoszfán szerkezetének pálcika-modellje.
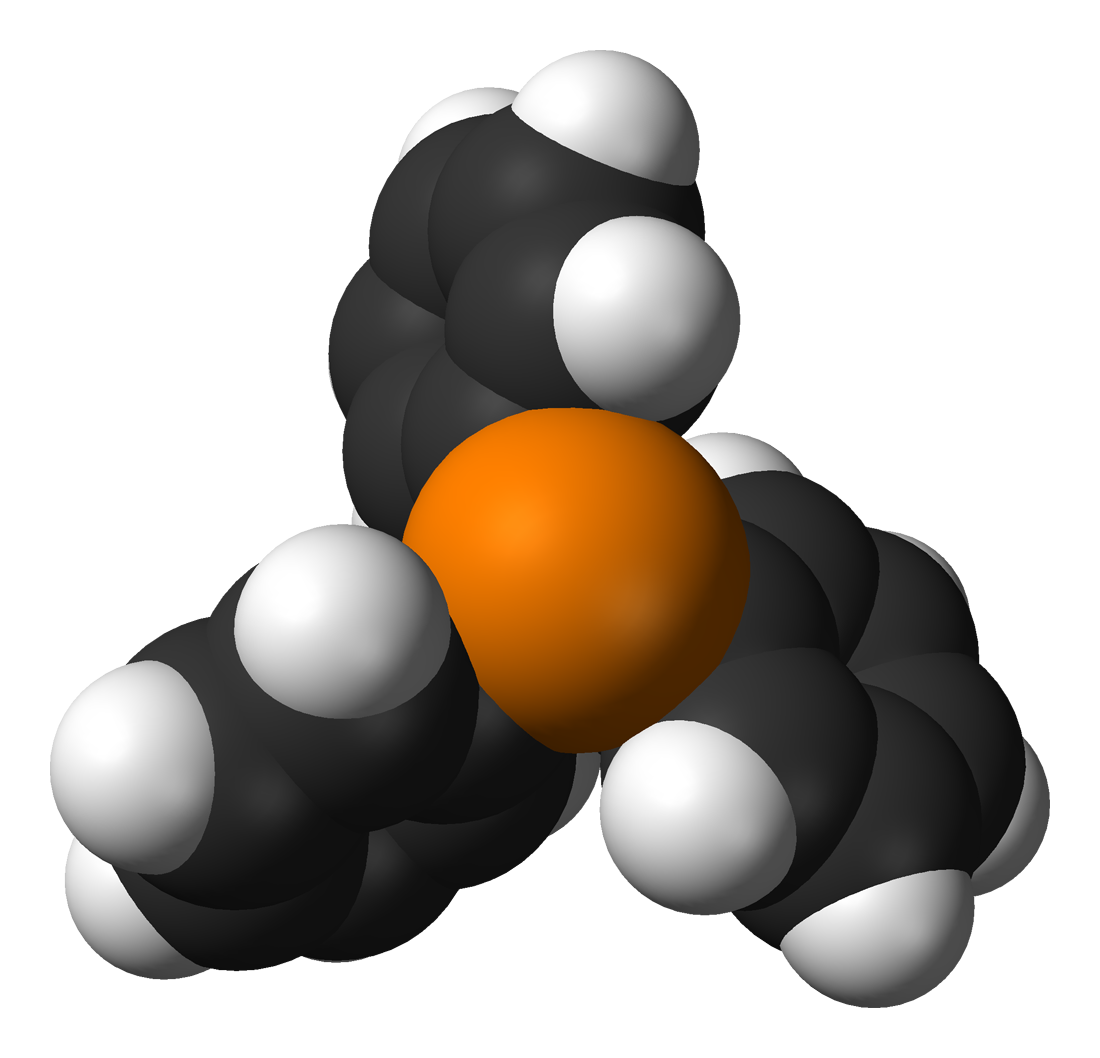
A trifenilfoszfán szerkezetének kalottamodellje.